# Jetmir Topalli
Jetmir Topalli (Kaçanik, 7 febbraio 1998) è un calciatore kosovaro, attaccante del Pendikspor, in prestito dall'İstanbulspor, e della nazionale kosovara.

## Carriera

### Club
Ha giocato nella massima serie kosovara ed in quella turca (13 presenze).
In carriera ha giocato anche 3 partite nei turni preliminari di Champions League e 2 partite nei turni preliminari di Europa League.

### Nazionale
Il 12 gennaio 2020 ha esordito con la nazionale kosovara giocando l'amichevole persa 1-0 contro la Svezia.

## Statistiche

### Presenze e reti nei club
Statistiche aggiornate al 13 novembre 2022.
| Stagione            | Squadra             | Campionato          | Campionato | Campionato | Coppe nazionali | Coppe nazionali | Coppe nazionali | Coppe continentali | Coppe continentali | Coppe continentali | Altre coppe | Altre coppe | Altre coppe | Totale | Totale |
| Stagione            | Squadra             | Comp                | Pres       | Reti       | Comp            | Pres            | Reti            | Comp               | Pres               | Reti               | Comp        | Pres        | Reti        | Pres   | Reti   |
| ------------------- | ------------------- | ------------------- | ---------- | ---------- | --------------- | --------------- | --------------- | ------------------ | ------------------ | ------------------ | ----------- | ----------- | ----------- | ------ | ------ |
| 2017-gen. 2018      | 2 Korriku           | LP                  | ?          | ?          | CK              | ?               | ?               |                    | -                  | -                  |             | -           | -           | ?      | ?      |
| gen.-giu. 2018      | Vushtrria           | LP                  | ?          | ?          | CK              | 2               | 1               |                    | -                  | -                  |             | -           | -           | 2      | 1      |
| 2018-2019           | Ballkani            | SL                  | 29         | 10         | CK              | ?               | ?               |                    | -                  | -                  |             | -           | -           | 29     | 10     |
| giu.-ago. 2019      | Feronikeli          | SL                  | ?          | ?          | CK              | -               | -               | UCL+UEL            | 3+2                | 0                  |             | -           | -           | 5      | 0      |
| ago. 2019-2020      | Ballkani            | SL                  | 30         | 7          | CK              | 5               | 0               |                    | -                  | -                  |             | -           | -           | 35     | 7      |
| 2020-2021           | Yeni Malatyaspor    | SL                  | 13         | 1          | CT              | 4               | 3               |                    | -                  | -                  |             | -           | -           | 17     | 4      |
| 2021-2022           | İstanbulspor        | 1L                  | 30         | 9          | CT              | 1               | 0               |                    | -                  | -                  |             | -           | -           | 31     | 9      |
| 2022-2023           | İstanbulspor        | SL                  | 13         | 4          | CT              | 1               | 1               |                    | -                  | -                  |             | -           | -           | 14     | 5      |
| Totale İstanbulspor | Totale İstanbulspor | Totale İstanbulspor | 43         | 13         |                 | 2               | 1               |                    | -                  | -                  |             | -           | -           | 45     | 14     |
| Totale carriera     | Totale carriera     | Totale carriera     | 115+       | 31+        |                 | 13+             | 5+              |                    | 5                  | 0                  |             | -           | -           | 133+   | 36+    |

### Cronologia presenze e reti in nazionale
| Cronologia completa delle presenze e delle reti in nazionale ― Kosovo | Cronologia completa delle presenze e delle reti in nazionale ― Kosovo | Cronologia completa delle presenze e delle reti in nazionale ― Kosovo | Cronologia completa delle presenze e delle reti in nazionale ― Kosovo | Cronologia completa delle presenze e delle reti in nazionale ― Kosovo | Cronologia completa delle presenze e delle reti in nazionale ― Kosovo | Cronologia completa delle presenze e delle reti in nazionale ― Kosovo | Cronologia completa delle presenze e delle reti in nazionale ― Kosovo |
| Data                                                                  | Città                                                                 | In casa                                                               | Risultato                                                             | Ospiti                                                                | Competizione                                                          | Reti                                                                  | Note                                                                  |
| --------------------------------------------------------------------- | --------------------------------------------------------------------- | --------------------------------------------------------------------- | --------------------------------------------------------------------- | --------------------------------------------------------------------- | --------------------------------------------------------------------- | --------------------------------------------------------------------- | --------------------------------------------------------------------- |
| 12-1-2020                                                             | Doha                                                                  | Svezia                                                                | 1 – 0                                                                 | Kosovo                                                                | Amichevole                                                            | -                                                                     | 46’                                                                   |
| 8-6-2021                                                              | Manavgat                                                              | Kosovo                                                                | 1 – 2                                                                 | Guinea                                                                | Amichevole                                                            | -                                                                     | 62’                                                                   |
| 11-6-2021                                                             | Manavgat                                                              | Kosovo                                                                | 1 – 0                                                                 | Gambia                                                                | Amichevole                                                            | -                                                                     |                                                                       |
| 16-11-2022                                                            | Pristina                                                              | Kosovo                                                                | 2 – 2                                                                 | Armenia                                                               | Amichevole                                                            | -                                                                     | 75’                                                                   |
| 19-11-2022                                                            | Pristina                                                              | Kosovo                                                                | 1 – 1                                                                 | Fær Øer                                                               | Amichevole                                                            | -                                                                     |                                                                       |
| 16-6-2023                                                             | Pristina                                                              | Kosovo                                                                | 0 – 0                                                                 | Romania                                                               | Qual. Euro 2024                                                       | -                                                                     | 82’                                                                   |
| Totale                                                                |                                                                       | Presenze                                                              | 6                                                                     |                                                                       | Reti                                                                  | 0                                                                     |                                                                       |